# アレックス・ギブソン (音響編集者)
アレックス・ギブソン（Alex Gibson）は、イギリスの音響編集者である。『トランスフォーマー』シリーズ、『ダークナイト ライジング』、『マッドマックス 怒りのデス・ロード』、『インターステラー』、『13時間 ベンガジの秘密の兵士』、『ターミネーター:新起動/ジェニシス』、『ジャスティス・リーグ』などに参加している。

## 受賞
- 2008年：『ジョン・アダムズ』、スティーヴ・ハンター・クリック等と共にプライムタイム・エミー賞音響編集賞リミテッドシリーズ/テレビ映画/スペシャル部門[1]。
- 2009年：『オリジナル・サウンドトラック ダーク・ナイト』（『ダークナイト』のサウンドトラック）、ハンス・ジマー、ジェームズ・ニュートン・ハワード等と共にグラミー賞映画・テレビサウンドトラック部門[2]
- 2017年：『ダンケルク』、リチャード・キングと共にアカデミー音響編集賞[3]。